# ロマノス2世
ロマノス2世（ギリシア語：Ρωμανός Β' （Romanos II）、939年 - 963年3月15日）は、東ローマ帝国マケドニア王朝の皇帝（在位959年 - 963年）。父はコンスタンティノス7世、母はロマノス1世レカペノスの娘ヘレネ。

## 生涯
959年、父コンスタンティノス7世の死により後を継いで即位する。行政面においては父時代からの重臣である宦官のヨセフ・ブリンガスやテオドロス・デカポロティスを重用して帝国政治の整備を行なった。軍事面においては名将ニケフォロス・フォカスに軍を預けて、イスラーム勢力からクレタ島を奪回し、帝国領を東方に大きく拡大することに成功した。
ところが963年、狩猟に出かけて事故に遭い、在位わずか4年で死去した。復活祭の最中だというのに道もない山奥へ出かけ、落馬して命を落としたと伝えられている。

## 死後の政争
後には絶世の美女として知られた皇后のテオファノ、5歳のバシレイオス（後の皇帝バシレイオス2世）と3歳のコンスタンティノス（後の皇帝コンスタンティノス8世）の二人の皇子、皇女アンナ（後のキエフ大公ウラジーミル1世妃）が残された。ロマノスを支えてきた宦官のブリンガスと将軍のニケフォロスは、どちらが幼い皇帝の摂政として実権を握るかをめぐって争ったが、結局軍と首都市民の支持を受けたニケフォロスがブリンガス派との首都市街戦に勝利し、テオファノ皇后と結婚して帝位に就いた。
なお、ヨハネス・スキュリツェスの年代記によると、次男コンスタンティノス付きの寝室管理官にロマヌスの母方叔父で宦官のバシレイオス・レカペヌス（ソノス）が就任しており、ヨセフ・ブリンガスと険悪であった。

## 人物
美男であったが政治にも軍事にも関心がなく、曽祖父バシレイオス1世のような勇敢さも、祖父のレオーン6世や父コンスタンティノス7世のような学問への興味も持っていなかった。宴会が大好きで狩りとポロに明け暮れていたため、自ら国事を司ることはなく、すべて臣下に任せきりであった。
ヨハネス・スキュリツェスの年代記によると、父のコンスタンティノス7世よりも低いものの、背が高い部類であり、礼儀正しく物腰が柔らかで、聡明、利発で頭の回転も速かったものの、側近らが無能な怠け者に仕立て上げたとしている。頻繁に娼婦やふしだらな女たち、役者や喜劇役者などといった軽薄な者たちと付き合っていたと記している。